# Concerto delle donne

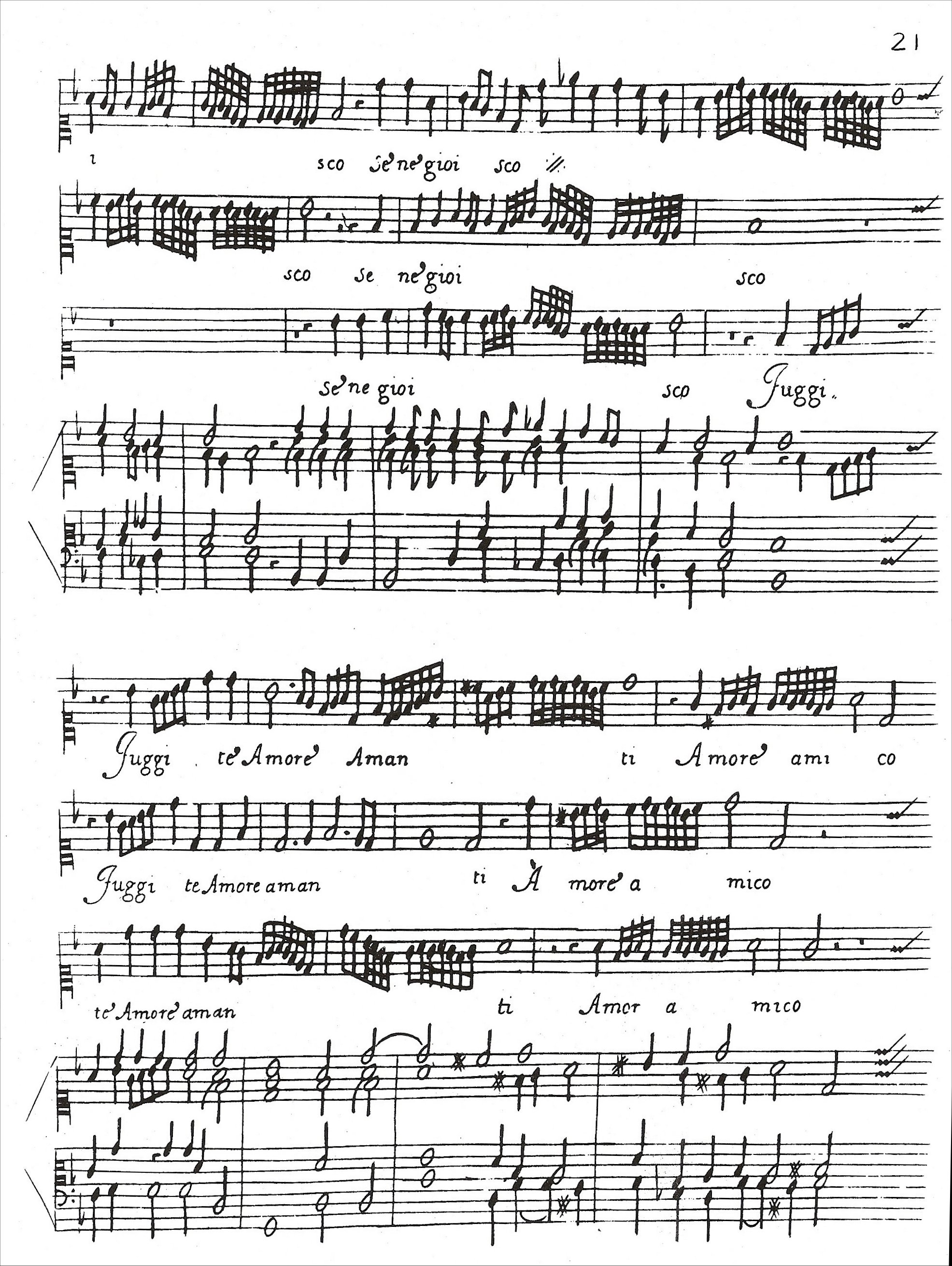
Deuxième page de O dolcezz'amarissime d'amore, de Luzzaschi montrant des suites de roulades dans les trois lignes de soprano avec accompagnement. La musique est notée avec trois clefs d'ut et montre une prépondérance de triples croches.

Le concerto delle donne ou concerto delle dame est un groupe de cantatrices professionnelles dans la cour du duc Alfonso II à Ferrare, en Italie, à la fin de la Renaissance. Cet ensemble est créé par Alfonso II en 1580, à l'arrivée de sa troisième épouse, Margherita Gonzaga.
Trois chanteuses, Laura Peverara, Livia d'Arco et Anna Guarini, la fille du poète Giovanni Battista Guarini, dames de petite noblesse, appartenaient à l'entourage de la duchesse Margherita. La beauté de leurs voix et leur virtuosité devint un véritable phénomène social, politique et culturel. Elles furent l'objet d'abondants témoignages dans les chroniques de l'époque. Leur style très orné, plein de fioritures, a inspiré de nombreux compositeurs.
Le concerto delle donne a révolutionné le rôle des femmes dans la musique professionnelle et a contribué à la renommée de la cour de Ferrare comme centre musical. La renommée du groupe se répandit dans l'Italie et inspira des imitations dans les cours des Médicis et des Orsini, ce qui constitue un des plus importants événements de la musique italienne profane du XVIe siècle ; les innovations musicales induites ont eu une grande importance dans le développement du madrigal.